# Morti il 27 dicembre

## VII secolo(1)
- 683 - Gao Zong, imperatore cinese (n. 628)

## IX secolo(1)
- 870 - Enea di Parigi, vescovo e teologo francese

## X secolo(2)
- 964 - Jōzō, religioso giapponese (n. 891)
- 975 - Balderico di Utrecht, vescovo cattolico franco

## XI secolo(3)
- 1065 - Ferdinando I di León, re
- 1076 - Svjatoslav II di Kiev, principe (n. 1027)
- 1087 - Berta di Savoia, imperatrice e regina (n. 1051)

## XIII secolo(2)
- 1247 - Ermanno II di Weimar-Orlamünde, nobile tedesco
- 1283 - Alduino Filangieri di Candida, nobile italiano

## XIV secolo(1)
- 1381 - Edmondo Mortimer, III conte di March, nobile britannico (n. 1352)

## XV secolo(3)
- 1402 - Markvart di Úlice, militare boemo
- 1426 - Filippo Buondelmonti degli Scolari, condottiero e mercante italiano (n. 1369)
- 1441 - Jacopo II Appiano, nobile (n. 1399)

## XVI secolo(11)
- 1534 - Antonio da Sangallo il Vecchio, architetto e scultore italiano
- 1539 - John Stone, religioso e teologo inglese
- 1543 - Giorgio di Brandeburgo-Ansbach, nobile (n. 1484)
- 1543 - Sigismondo I Malatesta, condottiero italiano (n. 1498)
- 1548 - Francesco Spiera, avvocato italiano (n. 1502)
- 1555 - Onofrio Bartolini, arcivescovo cattolico italiano (n. 1508)
- 1565 - Luis de Santa María Nanacacipactzin, sovrano azteco
- 1570 - Luis Venegas de Henestrosa, compositore spagnolo (n. 1510)
- 1573 - Donato Giannotti, scrittore e politico italiano (n. 1492)
- 1585 - Pierre de Ronsard, poeta francese (n. 1524)
- 1592 - Kōsa, monaco buddista giapponese (n. 1543)

## XVII secolo(10)
- 1601 - Giovanna di Coesme, nobile francese (n. 1560)
- 1603 - Thomas Cartwright, insegnante e teologo inglese (n. 1535)
- 1632 - Girolamo Germano, gesuita, grecista e filologo italiano (n. 1568)
- 1633 - Medoro Angelino, pittore italiano (n. 1567)
- 1637 - Vincenzo Giustiniani, banchiere e collezionista d'arte italiano (n. 1564)
- 1663 - Cristina di Borbone-Francia, principessa (n. 1606)
- 1673 - Sofia Margherita di Anhalt-Bernburg, nobile (n. 1615)
- 1683 - Maria Francesca di Savoia-Nemours, principessa (n. 1646)
- 1696 - Domenico Tarugi, cardinale e arcivescovo cattolico italiano (n. 1638)
- 1698 - Francesco Negri, presbitero, esploratore e scrittore italiano (n. 1623)

## XVIII secolo(29)
- 1701 - Giuseppe Caiola, teologo e gesuita italiano (n. 1633)
- 1701 - Johann Wolfgang Textor, giurista tedesco (n. 1638)
- 1703 - Tommaso Rues, scultore italiano
- 1707 - Jean Mabillon, monaco cristiano, diplomatista e teologo francese (n. 1632)
- 1708 - Johanna Eleonora De la Gardie, scrittrice e poetessa svedese (n. 1661)
- 1712 - Giovanni Antonio de Groot, pittore italiano (n. 1664)
- 1721 - Biagio Puccini, pittore e incisore italiano (n. 1675)
- 1729 - Olimpia Giustiniani, nobildonna (n. 1641)
- 1730 - Agostino Cusani, cardinale e arcivescovo cattolico italiano (n. 1655)
- 1731 - Giuseppe Tamo da Brescia, pittore italiano (n. 1686)
- 1737 - Victor Marie d'Estrées, ammiraglio francese (n. 1660)
- 1743 - Daniele Antonio Bertoli, disegnatore e costumista italiano (n. 1677)
- 1743 - Hyacinthe Rigaud, pittore francese (n. 1659)
- 1745 - Johan Richter, pittore svedese (n. 1665)
- 1748 - Bartolomeo Litterini, pittore italiano (n. 1669)
- 1763 - Louis-Philippe de Rigaud de Vaudreuil, generale francese (n. 1691)
- 1771 - Henri Pitot, ingegnere e fisico francese (n. 1695)
- 1776 - Johann Rall, militare tedesco (n. 1726)
- 1777 - Wang Xihou, funzionario cinese (n. 1713)
- 1782 - Henry Home, scrittore, filosofo e avvocato scozzese (n. 1696)
- 1784 - Gianmaria Biemmi, prete e storico italiano (n. 1708)
- 1787 - Henrik Gerner, ingegnere e militare danese (n. 1742)
- 1791 - John Cruger, Jr., politico statunitense (n. 1710)
- 1793 - Joseph Legros, tenore francese (n. 1739)
- 1793 - Pierre Henri Hélène Tondu, giornalista e politico francese (n. 1754)
- 1794 - Alexander Leslie, generale britannico (n. 1731)
- 1796 - Jean-Baptiste Nicolet, attore teatrale e direttore teatrale francese (n. 1728)
- 1799 - Guillaume-Martin Couture, architetto francese (n. 1732)
- 1800 - Hugh Blair, teologo scozzese (n. 1718)

## XIX secolo(56)
- 1802 - Jens Juel, pittore danese (n. 1745)
- 1803 - María del Rosario Fernández, attrice teatrale spagnola (n. 1755)
- 1805 - Isabelle de Charrière, scrittrice olandese (n. 1740)
- 1810 - Nicolas Marie Songis des Courbons, militare francese (n. 1761)
- 1812 - Giorgio di Oldenburg, principe (n. 1784)
- 1817 - Jean Baptiste Camille Canclaux, generale francese (n. 1740)
- 1817 - Richard Onslow, I baronetto, ammiraglio britannico (n. 1741)
- 1825 - Philipp Gottfried Gaertner, botanico e farmacista tedesco (n. 1754)
- 1828 - Francesco Salari, compositore italiano (n. 1751)
- 1834 - Charles Lamb, scrittore, poeta e drammaturgo inglese (n. 1775)
- 1836 - Stephen Fuller Austin, politico, militare e patriota statunitense (n. 1793)
- 1837 - Giuseppe De Cristoforis, naturalista italiano (n. 1803)
- 1838 - Costantino di Löwenstein-Wertheim-Rosenberg, nobile tedesco (n. 1802)
- 1839 - Giuseppe Pisani, scultore italiano (n. 1757)
- 1845 - Andrea Alverà, medico, storico dell'arte e linguista italiano (n. 1799)
- 1849 - Jacques-Laurent Agasse, pittore svizzero (n. 1767)
- 1854 - Pedro Villacampa y Periel, generale spagnolo (n. 1776)
- 1855 - Nevfidan Kadin, ottomana (n. 1793)
- 1855 - Ceylanyar Hanim, ottomana (n. 1830)
- 1855 - Chattar Singh Attariwalla, indiano
- 1857 - Antoine Brun-Rollet, esploratore francese (n. 1810)
- 1857 - Frederick Spencer, IV conte Spencer, nobile e politico inglese (n. 1798)
- 1863 - Cesare Leopoldo Bixio, politico italiano (n. 1799)
- 1865 - Felice Cardente, avvocato, politico e patriota italiano (n. 1816)
- 1867 - Antoine Claudet, fotografo francese (n. 1797)
- 1873 - Edward Blyth, biologo, zoologo e ornitologo britannico (n. 1810)
- 1874 - Johan Wilhelm Zetterstedt, zoologo, entomologo e botanico svedese (n. 1785)
- 1875 - Francesco Miniscalchi Erizzo, politico, geografo e filologo italiano (n. 1811)
- 1876 - Frederik Paludan-Müller, poeta danese (n. 1809)
- 1880 - Alessandro Nini, compositore italiano (n. 1805)
- 1881 - Michele Ferrucci, latinista e epigrafista italiano (n. 1801)
- 1882 - Giovanni Losi, presbitero e missionario italiano (n. 1838)
- 1887 - Frederik Hegel, editore, letterato e tipografo danese (n. 1817)
- 1889 - Eduard Bendemann, pittore tedesco (n. 1811)
- 1889 - Antonio De Witt, politico italiano (n. 1828)
- 1890 - Giovanni Battista Belletti, baritono italiano (n. 1813)
- 1890 - Lorenzo Carbonari, patriota italiano (n. 1823)
- 1890 - Walter Grimshaw, compositore di scacchi britannico (n. 1832)
- 1890 - Ercole Lualdi, imprenditore e politico italiano (n. 1826)
- 1890 - Nikanor, monaco cristiano, teologo e filosofo russo (n. 1827)
- 1891 - Antonio Arenas, politico peruviano (n. 1808)
- 1891 - Aurelia Cataneo, soprano italiano (n. 1864)
- 1891 - Aleksander Chodźko, orientalista polacco (n. 1804)
- 1891 - Nikolaj Ivanovič Il'minskij, orientalista e missionario russo (n. 1822)
- 1891 - Amalia Lindegren, pittrice svedese (n. 1814)
- 1892 - Vincenzo Macaluso, avvocato, giornalista e politico italiano (n. 1824)
- 1893 - Victor Considerant, filosofo, economista e scrittore francese (n. 1808)
- 1893 - Giuseppe Ignazio Trevisani, politico italiano (n. 1817)
- 1894 - Francesco II delle Due Sicilie, re (n. 1836)
- 1895 - Corrado Arezzo de Spuches di Donnafugata, politico italiano (n. 1824)
- 1896 - Emanuela Sansone, italiana (n. 1879)
- 1897 - Johannes Müller, pittore svizzero (n. 1806)
- 1899 - Henri Evenepoel, pittore e incisore belga (n. 1872)
- 1900 - William George Armstrong, ingegnere, inventore e imprenditore britannico (n. 1810)
- 1900 - Adolf Čech, direttore d'orchestra ceco (n. 1842)
- 1900 - Luisa Teresa di Borbone-Spagna, nobile spagnola (n. 1824)

## XX secolo(270)
- 1902 - Mario Bernini, fantino italiano (n. 1837)
- 1903 - Giuseppe Jatta, biologo e naturalista italiano (n. 1860)
- 1906 - Từ Minh, imperatrice vietnamita (n. 1855)
- 1906 - Bernardo de Irigoyen, politico, avvocato e diplomatico argentino (n. 1822)
- 1908 - Luigi Fontana, pittore, scultore e architetto italiano (n. 1827)
- 1912 - Ugo Assereto, militare, storico e letterato italiano (n. 1838)
- 1912 - Giovanni Battista Flapp, vescovo cattolico italiano (n. 1845)
- 1912 - Carl Schweninger il Giovane, pittore austriaco (n. 1854)
- 1913 - Antonia di Braganza, principessa portoghese (n. 1845)
- 1914 - Charles Martin Hall, ingegnere e inventore statunitense (n. 1863)
- 1914 - Patrick William Riordan, arcivescovo cattolico canadese (n. 1841)
- 1915 - Francesco Novati, filologo e critico letterario italiano (n. 1859)
- 1916 - Gustav Leffers, militare e aviatore tedesco (n. 1895)
- 1918 - Biagio Chiara, poeta, traduttore e critico letterario italiano (n. 1880)
- 1918 - Rudolf Kobert, farmacologo tedesco (n. 1854)
- 1918 - Carl Schlechter, scacchista austriaco (n. 1874)
- 1919 - Luigi Bignami, arcivescovo cattolico italiano (n. 1862)
- 1919 - Theo de Meester, politico olandese (n. 1851)
- 1920 - Antonino di Prampero, politico e militare italiano (n. 1836)
- 1922 - Alphonse Humbert, politico e giornalista francese (n. 1844)
- 1922 - Émile Moreau, commediografo e sceneggiatore francese (n. 1852)
- 1923 - Lluís Domènech i Montaner, architetto spagnolo (n. 1850)
- 1923 - Gustave Eiffel, ingegnere e imprenditore francese (n. 1832)
- 1924 - William Archer, drammaturgo, critico teatrale e traduttore inglese (n. 1856)
- 1924 - Gaetano Ardizzoni, poeta e scrittore italiano (n. 1836)
- 1924 - Léon Bakst, pittore, scenografo e illustratore russo (n. 1866)
- 1924 - Awda Abu Tayi, arabo (n. 1870)
- 1925 - Emilio Franchi Maggi, ingegnere e politico italiano (n. 1852)
- 1925 - Wesley Harding, calciatore inglese (n. 1893)
- 1927 - Ezio Ceccarelli, scultore italiano (n. 1865)
- 1928 - Frank Arah Day, politico statunitense (n. 1855)
- 1928 - Ludwig Riess, storico e educatore tedesco (n. 1861)
- 1929 - Giacomo Agnesi, politico italiano (n. 1859)
- 1929 - Michele Gebbia, matematico italiano (n. 1854)
- 1931 - Walter Courvoisier, compositore, direttore d'orchestra e docente svizzero (n. 1875)
- 1931 - José Figueroa Alcorta, politico argentino (n. 1860)
- 1931 - Alfred Perceval Graves, scrittore irlandese (n. 1846)
- 1931 - Francesco Maria Mirabella, storico, educatore e poeta italiano (n. 1850)
- 1932 - Arvid Järnefelt, giudice e scrittore finlandese (n. 1861)
- 1933 - Alexander von Krobatin, generale austro-ungarico (n. 1849)
- 1933 - Armando Lucifero, nobile, poeta e scrittore italiano (n. 1855)
- 1934 - Sergej Nikolaevič Reformatskij, chimico russo (n. 1860)
- 1935 - Attilio Susi, politico italiano (n. 1874)
- 1936 - Santu Casanova, scrittore francese (n. 1850)
- 1936 - Mehmet Akif Ersoy, poeta turco (n. 1873)
- 1936 - Hans von Seeckt, generale tedesco (n. 1866)
- 1936 - Heikki Suolahti, compositore finlandese (n. 1920)
- 1936 - Leon Wyczółkowski, pittore polacco (n. 1852)
- 1937 - Angelo Treves, traduttore italiano (n. 1873)
- 1938 - Calvin Bridges, biologo statunitense (n. 1889)
- 1938 - Eugène Chaperon, pittore francese (n. 1857)
- 1938 - Zona Gale, scrittrice statunitense (n. 1874)
- 1938 - Susan Macdowell Eakins, pittrice e fotografa statunitense (n. 1851)
- 1938 - Osip Ėmil'evič Mandel'štam, poeta, letterato e saggista russo (n. 1891)
- 1938 - Ferruccio Corradino Squarcia, militare, calciatore e giornalista italiano (n. 1910)
- 1938 - Emile Vandervelde, politico belga (n. 1866)
- 1939 - Giannino Antona Traversi, commediografo, scrittore e politico italiano (n. 1860)
- 1939 - Rinaldo Cuneo, artista statunitense (n. 1877)
- 1939 - Ernst Jencquel, canottiere tedesco (n. 1879)
- 1939 - Gilberto Marley, ciclista su strada e dirigente sportivo italiano (n. 1871)
- 1940 - Corinto Bellotti, militare e aviatore italiano (n. 1911)
- 1940 - Augusto Ducrey, dermatologo, batteriologo e virologo italiano (n. 1860)
- 1940 - Edoardo Giretti, economista e politico italiano (n. 1864)
- 1940 - Louis Hayet, pittore francese (n. 1864)
- 1940 - Umed Singh II, principe indiano (n. 1873)
- 1941 - Eduardo Hay, ingegnere, generale e politico messicano (n. 1877)
- 1941 - Martin Linge, attore e militare norvegese (n. 1894)
- 1941 - Voldemar Rõks, calciatore estone (n. 1900)
- 1941 - Hermann Wilker, canottiere tedesco (n. 1874)
- 1942 - Jan Ankerman, hockeista su prato olandese (n. 1906)
- 1942 - Reginald Blomfield, architetto e docente inglese (n. 1856)
- 1942 - Heinrich Gomperz, filosofo austriaco (n. 1873)
- 1942 - William Morgan, docente e inventore statunitense (n. 1870)
- 1942 - Nicola Porcelli, militare italiano (n. 1911)
- 1943 - Cristoforo Astengo, avvocato e partigiano italiano (n. 1885)
- 1943 - Auguste Hirschauer, generale francese (n. 1857)
- 1943 - Rupert Julian, regista, attore e sceneggiatore neozelandese (n. 1879)
- 1943 - Giacinto Viola, medico italiano (n. 1870)
- 1944 - Amy Beach, compositrice e pianista statunitense (n. 1867)
- 1944 - Peter Deunov, filosofo e pedagogista bulgaro (n. 1864)
- 1944 - Odoardo Focherini, dirigente d'azienda italiano (n. 1907)
- 1944 - Franz Gall, militare tedesco (n. 1884)
- 1944 - Luigi Mariotti, militare e aviatore italiano (n. 1913)
- 1944 - Giordano Bruno Rossoni, militare e aviatore italiano (n. 1909)
- 1944 - Sára Salkaházi, religiosa ungherese (n. 1899)
- 1944 - Alexandre Villaplane, calciatore e criminale francese (n. 1904)
- 1945 - Antonio Stefano Benni, dirigente d'azienda e politico italiano (n. 1880)
- 1945 - Janko Jesenský, poeta, scrittore e traduttore slovacco (n. 1874)
- 1946 - Mario Appelius, giornalista e conduttore radiofonico italiano (n. 1892)
- 1947 - Alphonzo Bell, imprenditore e tennista statunitense (n. 1875)
- 1947 - Sven Ohlsson, calciatore svedese (n. 1888)
- 1947 - Giuseppe Porcheddu, illustratore, ceramista e pittore italiano (n. 1898)
- 1948 - Arrigo Serato, violinista italiano (n. 1877)
- 1948 - Marie Steiner, esoterista e teosofa tedesca (n. 1867)
- 1949 - Guido Jung, imprenditore e politico italiano (n. 1876)
- 1949 - Antoni Ponikowski, politico polacco (n. 1878)
- 1950 - Max Beckmann, pittore tedesco (n. 1884)
- 1951 - Paul Dermée, poeta, critico letterario e giornalista belga (n. 1886)
- 1951 - Jacques Poincenot, alpinista francese (n. 1925)
- 1951 - Johan Stein, astronomo e gesuita olandese (n. 1871)
- 1952 - Horst Caspar, attore tedesco (n. 1913)
- 1952 - Giuseppe Mazzoli, allenatore di calcio e calciatore italiano (n. 1902)
- 1952 - Mary Engle Pennington, biochimica e batteriologa statunitense (n. 1872)
- 1952 - Henri Winkelman, generale olandese (n. 1876)
- 1953 - Şükrü Saracoğlu, politico e dirigente sportivo turco (n. 1887)
- 1953 - Józef Turczyński, pianista, docente e musicologo polacco (n. 1884)
- 1953 - Julian Tuwim, poeta polacco (n. 1894)
- 1955 - Giovanni Battista Alfano, presbitero, vulcanologo e sismologo italiano (n. 1878)
- 1955 - Ely Culbertson, giocatore di bridge statunitense (n. 1891)
- 1955 - James Jones, calciatore britannico (n. 1873)
- 1956 - Maxine Brown, attrice statunitense (n. 1897)
- 1956 - Ivan Dresser, mezzofondista statunitense (n. 1896)
- 1957 - Jules Adrien Blanchet, numismatico e bibliotecario francese (n. 1866)
- 1957 - Guido De Giorgio, esoterista e scrittore italiano (n. 1890)
- 1957 - Abane Ramdane, rivoluzionario e politico algerino (n. 1920)
- 1958 - Gino Franzi, cantante italiano (n. 1884)
- 1958 - Mustafa Merlika Kruja, politico albanese (n. 1887)
- 1959 - Settimo Bocconi, incisore e museologo italiano (n. 1875)
- 1959 - Shah Mahmud Khan, politico afghano (n. 1887)
- 1959 - Alfonso Reyes, scrittore, poeta e diplomatico messicano (n. 1889)
- 1960 - Tito Zaniboni, politico italiano (n. 1883)
- 1961 - Henri Deloge, mezzofondista francese (n. 1874)
- 1961 - Hermann Foertsch, generale tedesco (n. 1895)
- 1961 - Willem van Rekum, tiratore di fune olandese (n. 1892)
- 1962 - Ol'ga Preobraženskaja, ballerina e insegnante russa (n. 1871)
- 1963 - Perry Ferguson, scenografo statunitense (n. 1901)
- 1963 - Federico Moro, generale italiano (n. 1894)
- 1963 - Sigvard Sivertsen, ginnasta norvegese (n. 1881)
- 1964 - Francesco Spoto, presbitero italiano (n. 1924)
- 1966 - Vittorio Ballio Morpurgo, architetto italiano (n. 1890)
- 1966 - Ernest Burgess, sociologo canadese (n. 1886)
- 1966 - Frankie Genaro, pugile statunitense (n. 1901)
- 1966 - Max Glauber, imprenditore italiano (n. 1902)
- 1966 - Wivi Lönn, architetto finlandese (n. 1872)
- 1967 - Martin Flavin, scrittore e drammaturgo statunitense (n. 1883)
- 1967 - Percy Hodge, siepista e mezzofondista britannico (n. 1890)
- 1967 - Josef Madlener, pittore tedesco (n. 1881)
- 1967 - Friedrich Pfister, filologo e archeologo tedesco (n. 1883)
- 1967 - Enrico Sacchetti, pittore, illustratore e scrittore italiano (n. 1877)
- 1967 - Julius Schaub, generale tedesco (n. 1898)
- 1967 - Gastone Serloreti, criminale di guerra e ufficiale italiano (n. 1905)
- 1968 - Bruno Adler, storico dell'arte e scrittore tedesco (n. 1888)
- 1968 - Giuseppe Botti, egittologo e papirologo italiano (n. 1889)
- 1968 - Giuseppe Greco, avvocato e giurista italiano (n. 1902)
- 1968 - Romano Rinesi, calciatore italiano (n. 1907)
- 1968 - Ermanno Roveri, attore italiano (n. 1903)
- 1968 - Glauco Servadei, ciclista su strada italiano (n. 1913)
- 1968 - Victor Ernest Shelford, zoologo e ecologo statunitense (n. 1877)
- 1968 - Edmund Clifton Stoner, fisico britannico (n. 1899)
- 1968 - Betty Loh Ti, attrice cinese (n. 1937)
- 1969 - Albert Mercier, calciatore francese (n. 1895)
- 1969 - Émile Mireaux, politico, economista e politologo francese (n. 1885)
- 1969 - Kally Sambucini, attrice italiana (n. 1892)
- 1969 - Aleksej Pavlovič Sokol'skij, scacchista sovietico (n. 1908)
- 1971 - Al Grygo, giocatore di football americano statunitense (n. 1918)
- 1972 - Giuseppe Antonio Bottaro, politico italiano (n. 1933)
- 1972 - Béla Dömötör, calciatore ungherese (n. 1903)
- 1972 - Rocco Gullo, avvocato e politico italiano (n. 1899)
- 1972 - Petter Martinsen, ginnasta norvegese (n. 1887)
- 1972 - Guido Messeri, ciclista su strada italiano (n. 1898)
- 1972 - Lester Pearson, politico canadese (n. 1897)
- 1972 - Kōzō Saeki, regista e sceneggiatore giapponese (n. 1912)
- 1973 - Mario Chiaudano, storico italiano (n. 1889)
- 1973 - Umberto Visetti, militare italiano (n. 1897)
- 1974 - Sam Comer, scenografo statunitense (n. 1893)
- 1974 - Roy Dunlop, tennista australiano
- 1974 - Vladimir Aleksandrovič Fok, fisico sovietico (n. 1898)
- 1974 - Ned Maddrell, mannese (n. 1877)
- 1974 - Victor Samuel Summerhayes, botanico britannico (n. 1897)
- 1975 - Lucien Marius Gustave Cayol, ammiraglio francese (n. 1882)
- 1975 - Maria De Unterrichter Jervolino, pedagogista, insegnante e politica italiana (n. 1902)
- 1975 - Carl Hans Lungershausen, generale tedesco (n. 1886)
- 1975 - Adriano Spilimbergo, pittore italiano (n. 1908)
- 1976 - Anders Ahlgren, lottatore svedese (n. 1888)
- 1976 - Herman Doerner, pallanuotista australiano (n. 1914)
- 1976 - Heinrich Mechling, calciatore tedesco (n. 1892)
- 1977 - Dimităr Angelov, insegnante e scrittore bulgaro (n. 1904)
- 1977 - Leonida Lucchetta, calciatore italiano (n. 1911)
- 1977 - Giovanni Mardersteig, editore tedesco (n. 1892)
- 1977 - Ignazio Pisciotta, generale e scultore italiano (n. 1883)
- 1978 - Chris Bell, cantante e chitarrista statunitense (n. 1951)
- 1978 - Houari Boumédiène, politico e militare algerino (n. 1932)
- 1978 - Alexandre Deulofeu, politico e filosofo spagnolo (n. 1903)
- 1978 - Jerzy Gregołajtys, cestista polacco (n. 1911)
- 1979 - Hafizullah Amin, politico afghano (n. 1929)
- 1979 - Bernard Bijvoet, architetto olandese (n. 1889)
- 1979 - Francesco De Zulian, fondista italiano (n. 1908)
- 1979 - Cesare Presca, calciatore italiano (n. 1921)
- 1980 - Mario Natalucci, presbitero e storico italiano (n. 1903)
- 1980 - Domenico Pucci, progettista italiano (n. 1903)
- 1981 - Hoagy Carmichael, compositore, pianista e cantante statunitense (n. 1899)
- 1981 - Jinous Nemat Mahmoudi, meteorologa iraniana (n. 1928)
- 1981 - Natalia Pavlovna Paley, modella e attrice francese (n. 1905)
- 1982 - Alessandro Cucciolini, calciatore italiano (n. 1904)
- 1982 - Paul Nowak, cestista statunitense (n. 1914)
- 1982 - Jack Swigert, astronauta statunitense (n. 1931)
- 1983 - Marisa Fiordaliso, cantante italiana (n. 1920)
- 1983 - Jin Yan, attore coreano (n. 1910)
- 1983 - Luís Mesquita de Oliveira, calciatore brasiliano (n. 1911)
- 1984 - Leslie Compton, calciatore e crickettista inglese (n. 1912)
- 1984 - Finn Johannesen, calciatore norvegese (n. 1907)
- 1985 - Matteo Gaudioso, scrittore, storico e politico italiano (n. 1892)
- 1985 - Harry Hopman, tennista e allenatore di tennis australiano (n. 1906)
- 1985 - Jean Rondeau, pilota automobilistico francese (n. 1946)
- 1985 - Harold Whitlock, marciatore britannico (n. 1903)
- 1986 - André de Cayeux de Senarpont, geologo e paleontologo francese (n. 1907)
- 1986 - George Dangerfield, giornalista e storico inglese (n. 1904)
- 1986 - Dumas Malone, storico statunitense (n. 1892)
- 1986 - Jolando Nuzzi, vescovo cattolico italiano (n. 1911)
- 1986 - Semën Ržiščin, siepista sovietico (n. 1933)
- 1986 - Louis Van Lint, pittore belga (n. 1909)
- 1987 - Priscilla Dean, attrice statunitense (n. 1896)
- 1987 - Josef Grohé, politico tedesco (n. 1902)
- 1987 - Anna Eliza Williams, supercentenaria britannica (n. 1873)
- 1988 - Hal Ashby, regista, montatore e produttore cinematografico statunitense (n. 1929)
- 1988 - Arnaldo Colleselli, politico italiano (n. 1918)
- 1988 - Walter Crook, allenatore di calcio e calciatore inglese (n. 1912)
- 1988 - Enéas, calciatore brasiliano (n. 1954)
- 1988 - Freda James, tennista britannica (n. 1911)
- 1988 - Gino Visentini, giornalista, critico d'arte e sceneggiatore italiano (n. 1907)
- 1989 - Kurt Baum, tenore tedesco (n. 1908)
- 1989 - Giovanni Tubino, ginnasta italiano (n. 1900)
- 1990 - Giulio Bedeschi, militare, medico e scrittore italiano (n. 1915)
- 1990 - Giorgio Bergamasco, politico e avvocato italiano (n. 1904)
- 1990 - Danilo Guidetti, pittore italiano (n. 1928)
- 1990 - Leo Pardi, etologo e zoologo italiano (n. 1915)
- 1990 - Helene Stanley, attrice statunitense (n. 1929)
- 1991 - Hervé Guibert, scrittore, fotografo e sceneggiatore francese (n. 1955)
- 1991 - Petro Marko, giornalista e scrittore albanese (n. 1913)
- 1992 - Stephen Albert, compositore statunitense (n. 1941)
- 1992 - Kay Boyle, scrittrice statunitense (n. 1902)
- 1992 - Giovanni Colacicchi, pittore italiano (n. 1900)
- 1992 - James Patterson Lyke, arcivescovo cattolico statunitense (n. 1939)
- 1992 - János Móré, allenatore di calcio e calciatore ungherese (n. 1910)
- 1993 - Michael Callen, cantante, pianista e scrittore statunitense (n. 1955)
- 1993 - Ivo Ghezze, hockeista su ghiaccio italiano (n. 1941)
- 1993 - Yogamaharishi Swami Gitananda, filosofo e mistico indiano (n. 1907)
- 1993 - Meliton Kantaria, militare sovietico (n. 1920)
- 1993 - Nina Lugovskaja, pittrice e scenografa sovietica (n. 1918)
- 1993 - Gustaf Magnusson, militare e aviatore finlandese (n. 1902)
- 1993 - Evald Mikson, criminale di guerra e calciatore estone (n. 1911)
- 1993 - André Pilette, pilota automobilistico belga (n. 1918)
- 1994 - Marjorie Joyner, imprenditrice, parrucchiera e attivista statunitense (n. 1896)
- 1994 - Freddie Lewis, cestista e allenatore di pallacanestro statunitense (n. 1921)
- 1995 - Al Barlick, arbitro di baseball statunitense (n. 1915)
- 1995 - Henk Bouwman, hockeista su prato olandese (n. 1926)
- 1995 - Franco Civolani, calciatore italiano (n. 1926)
- 1995 - William C. Gault, scrittore statunitense (n. 1910)
- 1995 - Henrik K'asparyan, scacchista, compositore di scacchi e ingegnere armeno (n. 1910)
- 1995 - Quirino Rossi, attore teatrale svizzero (n. 1919)
- 1995 - Enzo Serafin, fotografo italiano (n. 1912)
- 1995 - Ion Vulescu, cestista rumeno (n. 1921)
- 1996 - Maybeth Carr, attrice statunitense (n. 1912)
- 1996 - Luis Martín, cestista e dirigente sportivo argentino (n. 1913)
- 1996 - Nicolae Militaru, generale e politico rumeno (n. 1925)
- 1997 - Saïd Brahimi, calciatore francese (n. 1931)
- 1997 - Antonio Manca, giornalista, scrittore e dirigente pubblico italiano (n. 1943)
- 1997 - Nello Martellucci, politico italiano (n. 1921)
- 1997 - George Mearns, cestista statunitense (n. 1922)
- 1997 - Tamara Tyškevič, pesista sovietica (n. 1931)
- 1997 - Ralf Viksten, cestista estone (n. 1912)
- 1997 - Danny Wagner, cestista statunitense (n. 1922)
- 1997 - Billy Wright, terrorista britannico (n. 1960)
- 1998 - Robert Johnson, militare e aviatore statunitense (n. 1920)
- 1998 - Ricardo Tormo, pilota motociclistico spagnolo (n. 1952)
- 1999 - Pierre Clémenti, attore e regista francese (n. 1942)
- 1999 - Heinz Fröhlich, calciatore tedesco orientale (n. 1926)
- 1999 - Michael McDowell, scrittore e sceneggiatore statunitense (n. 1950)
- 1999 - Horst Matthai Quelle, filosofo tedesco (n. 1912)
- 2000 - Walter Keane, imprenditore e truffatore statunitense (n. 1915)

## XXI secolo(141)
- 2001 - Qari Ahmadullah, politico afghano (n. 1975)
- 2001 - Francesco Barone, filosofo italiano (n. 1923)
- 2001 - Robert Fowler, pistard sudafricano (n. 1931)
- 2001 - Ian Hamilton, poeta e critico letterario britannico (n. 1938)
- 2001 - Willi Huttig, fotografo e alpinista tedesco (n. 1909)
- 2001 - Bruno Maier, critico letterario italiano (n. 1922)
- 2001 - Zoltan Norman, pallanuotista rumeno (n. 1919)
- 2001 - Renato Rutigliano, artista e attore italiano (n. 1943)
- 2002 - Leo Gavero, attore italiano (n. 1924)
- 2002 - Carla Henius, mezzosoprano e contralto tedesco (n. 1919)
- 2002 - George Roy Hill, regista statunitense (n. 1921)
- 2002 - Renzo Restani, fumettista e pittore italiano (n. 1928)
- 2002 - Valentino Sala, allenatore di calcio e calciatore italiano (n. 1908)
- 2002 - Ruth Svedberg, velocista e discobola svedese (n. 1903)
- 2003 - Alan Bates, attore britannico (n. 1934)
- 2003 - Enric Bernat, imprenditore spagnolo (n. 1923)
- 2003 - Richie Niemiera, cestista e allenatore di pallacanestro statunitense (n. 1921)
- 2003 - Chet Tollstam, cestista statunitense (n. 1918)
- 2003 - Ying Ruocheng, attore, traduttore e politico cinese (n. 1929)
- 2004 - Eneko Arieta, calciatore spagnolo (n. 1933)
- 2004 - Eros Beraldo, calciatore e allenatore di calcio italiano (n. 1929)
- 2004 - Ferdinando Clemente di San Luca, politico italiano (n. 1925)
- 2004 - Franco Croce, storico della letteratura e critico letterario italiano (n. 1927)
- 2004 - Luigi Mariotti, politico italiano (n. 1912)
- 2004 - Kenneth Rosén, allenatore di calcio e calciatore svedese (n. 1951)
- 2005 - Arrigo Beccari, presbitero e educatore italiano (n. 1909)
- 2005 - Gino Bianco, giornalista italiano (n. 1932)
- 2005 - Hartmut Enke, musicista tedesco (n. 1952)
- 2005 - Albino Lorenzo, pittore italiano (n. 1922)
- 2005 - Mario Maffioli, calciatore italiano (n. 1909)
- 2005 - Giancarlo Primo, cestista e allenatore di pallacanestro italiano (n. 1924)
- 2006 - Arthur Lester Benton, neurologo statunitense (n. 1909)
- 2006 - Daria Bocciarelli, fisica italiana (n. 1910)
- 2006 - Francesco Fuschini, presbitero e scrittore italiano (n. 1914)
- 2006 - Pierre Delanoë, paroliere francese (n. 1918)
- 2006 - Virgilio Scapin, scrittore e attore italiano (n. 1932)
- 2007 - Ben Bamfuchile, allenatore di calcio e calciatore zambiano (n. 1960)
- 2007 - Benazir Bhutto, politica pakistana (n. 1953)
- 2007 - Jerzy Kawalerowicz, regista e sceneggiatore polacco (n. 1922)
- 2007 - Jaan Kross, scrittore estone (n. 1920)
- 2007 - Raimondo Rimondi, scultore e pittore italiano (n. 1922)
- 2007 - Juris Solovjovs, cestista lettone (n. 1917)
- 2008 - Arild Andresen, calciatore norvegese (n. 1928)
- 2008 - Delaney Bramlett, chitarrista, cantante e attore statunitense (n. 1939)
- 2008 - Jaafar di Negeri Sembilan, sovrano malaysiano (n. 1922)
- 2008 - Preben Isaksson, pistard danese (n. 1943)
- 2008 - Christine Maggiore, attivista statunitense (n. 1956)
- 2008 - Alfred Pfaff, calciatore tedesco (n. 1926)
- 2008 - David Walker, costumista britannico (n. 1934)
- 2008 - Xi Zezong, astronomo cinese (n. 1927)
- 2009 - Marino Calvaresi, politico e partigiano italiano (n. 1924)
- 2009 - Isaak Iosifovič Švarc, musicista e compositore sovietico (n. 1923)
- 2009 - Takashi Takabayashi, calciatore giapponese (n. 1931)
- 2009 - Anna Vita, attrice italiana (n. 1926)
- 2010 - Walter Balmer, calciatore svizzero (n. 1948)
- 2010 - Rykle Borger, assiriologo olandese (n. 1929)
- 2010 - Bernard-Pierre Donnadieu, attore francese (n. 1949)
- 2010 - Michelino, cantante e batterista italiano (n. 1937)
- 2011 - Mario Camicia, giornalista e telecronista sportivo italiano (n. 1941)
- 2011 - Catê, calciatore brasiliano (n. 1973)
- 2011 - Clifford Darling, politico bahamense (n. 1928)
- 2011 - Michael Dummett, filosofo inglese (n. 1925)
- 2011 - Helen Frankenthaler, pittrice statunitense (n. 1928)
- 2011 - Hank O'Keeffe, cestista statunitense (n. 1923)
- 2011 - Julia Sampson, tennista statunitense (n. 1934)
- 2011 - Martino Scarafile, vescovo cattolico italiano (n. 1927)
- 2012 - Valentin Borejko, canottiere sovietico (n. 1933)
- 2012 - Harry Carey Jr., attore statunitense (n. 1921)
- 2012 - Jorma Kortelainen, fondista finlandese (n. 1932)
- 2012 - Benny McLaughlin, calciatore statunitense (n. 1928)
- 2012 - Norman Schwarzkopf, generale statunitense (n. 1934)
- 2012 - Noriko Sengoku, attrice giapponese (n. 1922)
- 2012 - Vladimir Sinjavskij, lottatore sovietico (n. 1932)
- 2013 - Roger Bernardico, calciatore uruguaiano (n. 1935)
- 2013 - Gianna D'Angelo, soprano statunitense (n. 1929)
- 2013 - Cecil Rose, cestista bahamense (n. 1955)
- 2014 - Claude Frank, pianista tedesco (n. 1925)
- 2014 - Ron Henry, calciatore inglese (n. 1940)
- 2014 - Joaquín Loyo-Mayo, tennista messicano (n. 1945)
- 2014 - Erich Retter, calciatore tedesco (n. 1925)
- 2014 - Tomaž Šalamun, poeta sloveno (n. 1941)
- 2014 - Dzidra Uztupe, cestista e allenatrice di pallacanestro sovietica (n. 1930)
- 2015 - Youhannes Ezzat Zakaria Badir, vescovo cattolico egiziano (n. 1949)
- 2015 - Stein Eriksen, sciatore alpino norvegese (n. 1927)
- 2015 - Franco Giacobini, attore e regista teatrale italiano (n. 1926)
- 2015 - Ellsworth Kelly, pittore e scultore statunitense (n. 1923)
- 2015 - Zdeňka Kopanicová, cestista cecoslovacca (n. 1931)
- 2015 - Meadowlark Lemon, cestista e attore statunitense (n. 1932)
- 2015 - Alfredo Pacheco, calciatore salvadoregno (n. 1982)
- 2015 - Haskell Wexler, direttore della fotografia statunitense (n. 1922)
- 2015 - Stevie Wright, cantante britannico (n. 1947)
- 2016 - Veniero Accreman, avvocato, politico e saggista italiano (n. 1923)
- 2016 - Carrie Fisher, attrice, cabarettista e sceneggiatrice statunitense (n. 1956)
- 2016 - Claude Gensac, attrice francese (n. 1927)
- 2016 - Renato Martini, maratoneta e mezzofondista italiano (n. 1949)
- 2016 - Barbara Tarbuck, attrice statunitense (n. 1942)
- 2016 - Hans Tietmeyer, economista e banchiere tedesco (n. 1931)
- 2016 - Ratnasiri Wickremanayake, politico singalese (n. 1933)
- 2017 - Fernando Birri, regista cinematografico argentino (n. 1925)
- 2017 - Osvaldo Fattori, allenatore di calcio e calciatore italiano (n. 1922)
- 2017 - Thomas Hunter, attore statunitense (n. 1932)
- 2018 - Juan Bautista Agüero, calciatore paraguaiano (n. 1935)
- 2018 - Boško Božić, allenatore di pallacanestro croato (n. 1952)
- 2018 - Dante Castellazzi, calciatore italiano (n. 1936)
- 2018 - Jim Davis, cestista e allenatore di pallacanestro statunitense (n. 1941)
- 2018 - Giorgio Degola, politico italiano (n. 1923)
- 2018 - Robert Kerman, attore e attore pornografico statunitense (n. 1947)
- 2018 - Miúcha, cantante e compositrice brasiliana (n. 1937)
- 2018 - Bumper Tormohlen, cestista e allenatore di pallacanestro statunitense (n. 1937)
- 2019 - Julio Santaella, dirigente sportivo e calciatore spagnolo (n. 1938)
- 2019 - José Varela, regista, attore e scrittore francese (n. 1933)
- 2020 - Giorgio Galli, politologo e storico italiano (n. 1928)
- 2020 - Yuichiro Hata, politico giapponese (n. 1967)
- 2020 - William Link, scrittore e produttore televisivo statunitense (n. 1933)
- 2021 - Andreas Behm, sollevatore tedesco orientale (n. 1962)
- 2021 - Keri Hulme, scrittrice neozelandese (n. 1947)
- 2021 - Andrew Vachss, scrittore statunitense (n. 1942)
- 2022 - Arnie Ferrin, cestista e dirigente sportivo statunitense (n. 1925)
- 2022 - Andrzej Iwan, calciatore polacco (n. 1959)
- 2022 - Pierre Le Guen, fumettista e scrittore francese (n. 1929)
- 2022 - Rodolfo Micheli, calciatore argentino (n. 1930)
- 2022 - André Miquel, arabista, storico e traduttore francese (n. 1929)
- 2022 - Dave Richardson, hockeista su ghiaccio canadese (n. 1940)
- 2022 - Giorgio Salmoiraghi, pittore italiano (n. 1936)
- 2022 - Imre Szöllősi, canoista ungherese (n. 1941)
- 2023 - Ken Bowman, giocatore di football americano e allenatore di football americano statunitense (n. 1942)
- 2023 - John D'Amico, mafioso statunitense (n. 1937)
- 2023 - Jacques Delors, politico e economista francese (n. 1925)
- 2023 - Gaston Glock, progettista e imprenditore austriaco (n. 1929)
- 2023 - Jean-Marie Jouaret, cestista francese (n. 1942)
- 2023 - Herb Kohl, politico e imprenditore statunitense (n. 1935)
- 2023 - Lee Sun-kyun, attore sudcoreano (n. 1975)
- 2024 - Daniele Bagnoli, allenatore di pallavolo italiano (n. 1953)
- 2024 - Dayle Haddon, attrice e modella canadese (n. 1948)
- 2024 - Ferrando Mantovani, giurista e criminologo italiano (n. 1933)
- 2024 - Tullio Montagna, politico italiano (n. 1943)
- 2024 - Olivia Hussey, attrice argentina (n. 1951)
- 2024 - Cesare Ragazzi, imprenditore, inventore e personaggio televisivo italiano (n. 1941)
- 2024 - Charles Shyer, regista, produttore cinematografico e sceneggiatore statunitense (n. 1941)
- 2024 - Egidio Spugnini, scenografo, incisore e designer italiano (n. 1945)
- 2024 - Svetozar Šapurić, allenatore di calcio, dirigente sportivo e calciatore serbo (n. 1960)

## Senza anno specificato(1)
- Fabiola di Roma, santa romana